# Ore (mitologia egizia)
Le Ore sono divinità egizie appartenenti alla religione dell'antico Egitto, deificazioni delle ore comunemente intese: dodici dee dell'Oltretomba venerate come figlie del dio-sole Ra e rappresentate in forma umana, ciascuna con il capo sormontato da una stella a cinque punte — stilema iconografico apprezzabile sulle pareti di varie tombe della Valle dei Re (Necropoli di Tebe) decorate con illustrazioni di testi religiosi quali il "Libro delle Porte" e lo "Amduat".

## Caratteristiche
Le Ore personificavano l'ordine razionale contro le forze del caos che, se non domate, avrebbero annientato l'universo presieduto da Ra - il quale avrebbe concesso alle Ore l'autorità sul destino e la durata della vita di tutti gli esseri inseriti nel tempo. Si è ipotizzato che una figura itifallica chiamata "Colui che nasconde le Ore" - presente su una parete della camera funeraria di Ramses VI (1144–1136 a.C.), nella tomba KV9 della Valle dei Re - incarni il desiderio del faraone di eludere il tempo e vivere in un vigore senza fine (simboleggiato dall'erezione). Le Ore avrebbero dovuto anche tenere testa alle aggressioni dell'ostile serpente Hereret, desideroso di portare l'anarchia nell'ordine cosmico garantito da Ra. Il corredo di immagini fornito dalla serie di epiteti di ciascuna di queste dodici dee ne enfatizza il ruolo di distruttrici dei nemici di Ra. Per esempio, la Prima Ora apre le teste dei nemici di Ra, la Settima respinge un serpente maligno e la Decima decapita i ribelli.

### Epiteti delle Ore notturne
Ciascuna delle mitiche Ore aveva un epiteto evocativo della sua funzione:
| Ora | Epiteto                                   |
| --- | ----------------------------------------- |
| 1   | "Sputatrice sulle teste dei nemici di Ra" |
| 2   | "Saggia guardiana del suo Signore"        |
| 3   | "Affettatrice di anime"                   |
| 4   | "Grande di potere"                        |
| 5   | "Quella sulla sua barca"                  |
| 6   | "Valida guida"                            |
| 7   | "Respingitrice del Serpente" (Apopi)      |
| 8   | "Signora della notte"                     |
| 9   | "Adoratrice"                              |
| 10  | "Decapitatrice di ribelli"                |
| 11  | "Stella respingitrice dei ribelli"        |
| 12  | "Portatrice della bellezza di Ra"         |

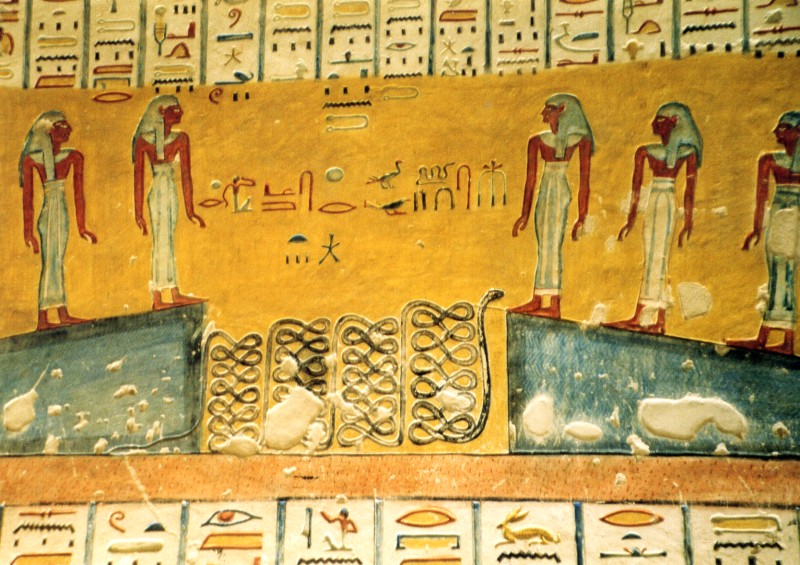
Le Ore presso l'abisso in cui giace il malvagio serpente Apopi, dalla tomba (KV2) di Ramses IV.
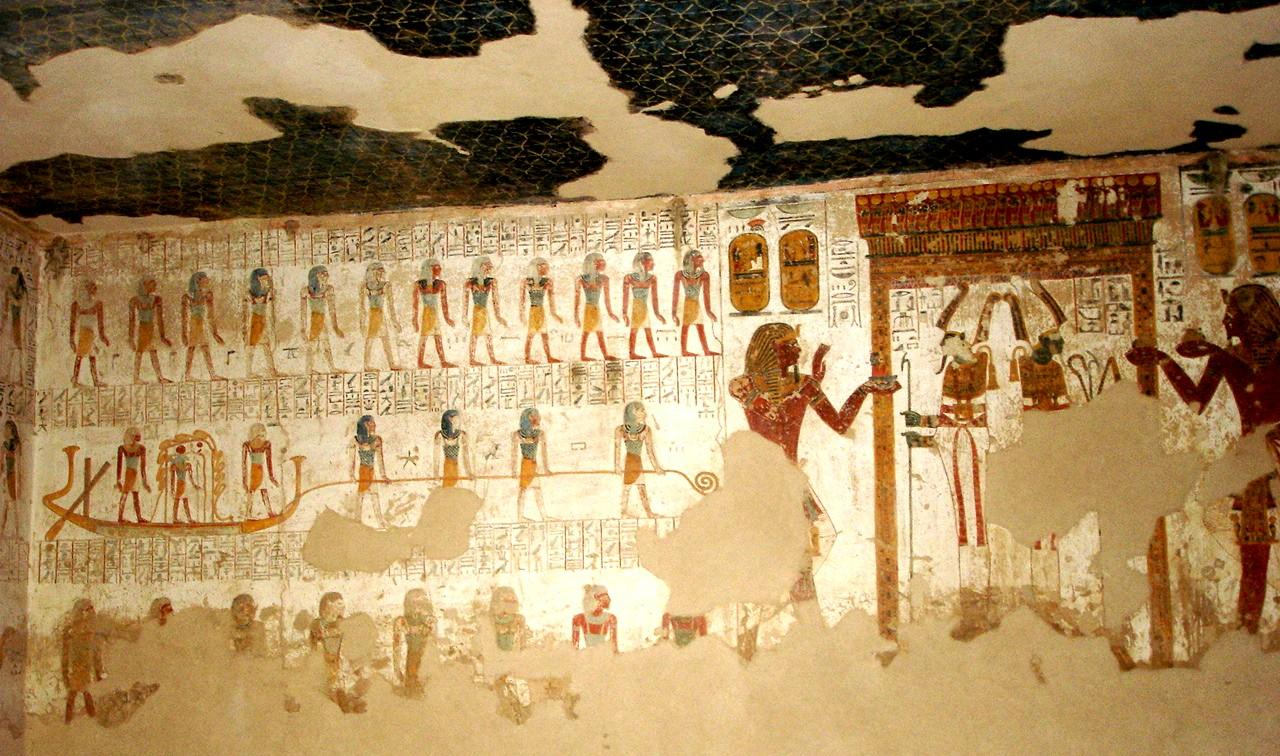
Figurazione dello "Amduat nella tomba (KV8) di Merenptah.
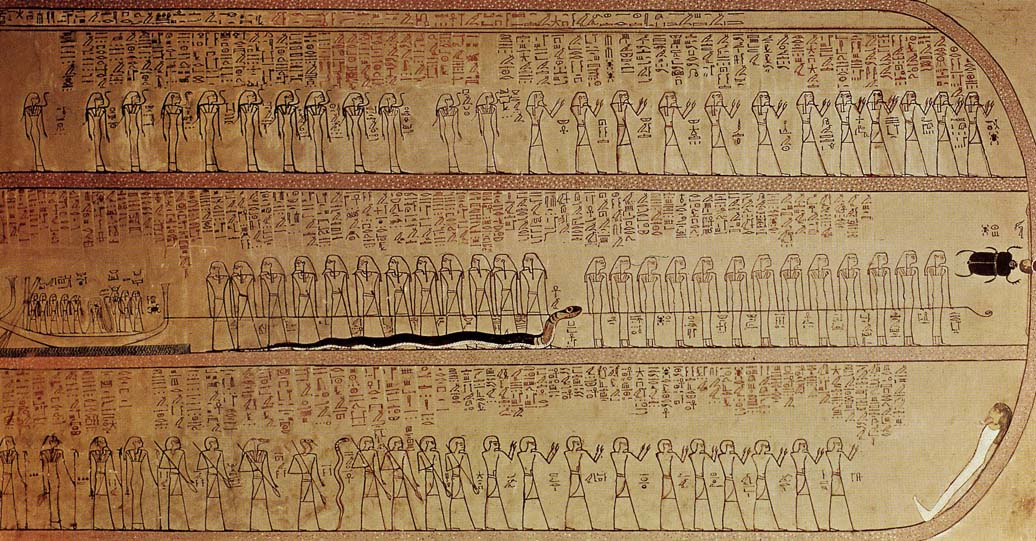
Le Ore sulle pareti della tomba (KV34) di Thutmose III.
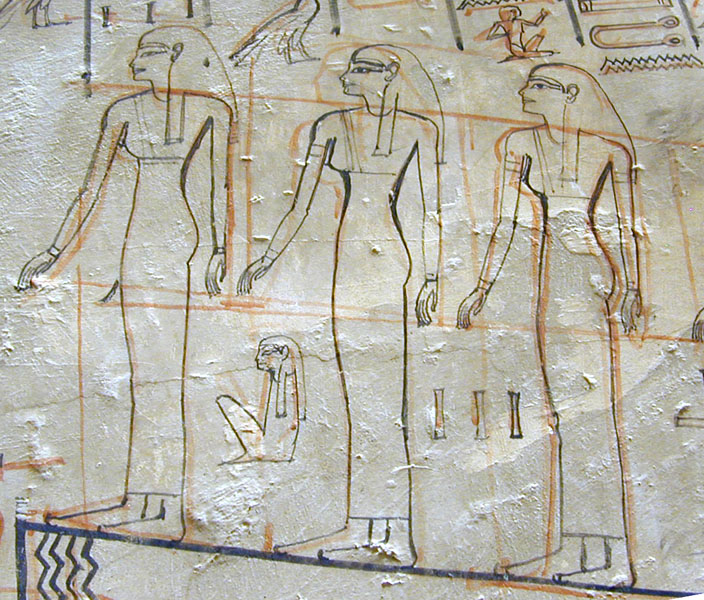
Figurazione del "Libro delle Porte" nella tomba (KV57) di Horemheb.